# 宗教狂热
宗教狂热（英语：Religious fanaticism）指一种对待自己或己方群体宗教的不加批判或过度的热情。这种人类狂热的形式也可以表现在对该宗教的参与之中，如职业、党派等。

## 相关事例

### 基督教
2015年末，一位48岁的妇女来到瑞士伯尔尼（Bern）的精神病院急救部，她的胸口有多处刀伤，都是自残所致，一些伤口的深度甚至达到7厘米。她告诉外科大夫，她是遵从了上帝直接向她下达的指令才自残的。脑部扫描发现萨拉大脑的一个非常重要的部位有一个肿瘤，影响到她处理声音的神经网络枢纽。她会听到来自神灵的声音，产生强烈的宗教情绪，并与宗教团体建立密切关系。但是，这种兴趣来的快，去的也快。接下来的几年，她又恢复正常，直至下次病发，如此周而复始。

## 參看
- 集體自殺
- 十字軍東征
- 吉哈德
- 哈瓦利吉派
- 多納圖斯派
- 宗教战争
- 教派自殺
- 猶太人大屠殺

1. ↑  唐亚豪. . 2005.
2. ↑  . BBC 英伦网.   [2024-10-26]. （原始内容存档于2022-10-22） （中文（简体））.